# Championnat d'Europe de futsal des moins de 19 ans 2023
Navigation
Euro -19 ans 2022 Euro -19 ans 2025
Le Championnat d'Europe de futsal des moins de 19 ans 2023 est la troisième édition du Championnat d'Europe de futsal des moins de 19 ans, compétition organisée par l'UEFA. Il se déroule en Croatie du 3 septembre au 10 septembre 2023. Les matches ont lieu au sein de la Žatika Arena à Poreč.

Huit équipes participent au tournoi final. Et, les joueurs nés après le 1er janvier 2004 peuvent participer à cette compétition.
L'Espagne est double championne en titre.

## Villes et salles retenues
| Salle    | Žatika Arena |
| -------- | ------------ |
|          | \| Poreč \|  |
| Ville    | Poreč        |
| Capacité | 3 700 places |
| Poreč    |              |

## Équipes participantes
| Pays     | Qualification      | Nombre de participations |
| -------- | ------------------ | ------------------------ |
| Croatie  | Nation hôte        | 2 (2019, 2022).          |
| Slovénie | Vainqueur Groupe 1 | Première participation.  |
| Ukraine  | Vainqueur Groupe 2 | 2 (2019, 2022).          |
| Portugal | Vainqueur Groupe 3 | 2 (2019, 2022).          |
| Finlande | Vainqueur Groupe 4 | Première participation.  |
| France   | Vainqueur Groupe 5 | 1 (2022).                |
| Espagne  | Vainqueur Groupe 6 | 2 (2019, 2022).          |
| Italie   | Vainqueur Groupe 7 | 1 (2022).                |

## Phase de groupes
Le tirage au sort de la phase finale a lieu le 16 mai au Istrian Assembly Hall à Poreč.

### Groupe A
| Rang | Équipe   | Pts | J | G | N | P | Bp | Bc | Diff |
| ---- | -------- | --- | - | - | - | - | -- | -- | ---- |
| 1    | Portugal | 9   | 3 | 3 | 0 | 0 | 14 | 7  | +7   |
| 2    | Espagne  | 4   | 3 | 1 | 1 | 1 | 11 | 10 | +1   |
| 3    | Croatie  | 2   | 3 | 0 | 2 | 1 | 12 | 13 | -1   |
| 4    | France   | 1   | 3 | 0 | 1 | 2 | 9  | 16 | -7   |

| Date             | Lieu                | Équipe 1 | Résultat | Équipe 2 |
| ---------------- | ------------------- | -------- | -------- | -------- |
| 3 septembre 2023 | Žatika Arena, Poreč | Portugal | 5 – 3    | Espagne  |
| 3 septembre 2023 | Žatika Arena, Poreč | Croatie  | 6 – 6    | France   |
| 4 septembre 2023 | Žatika Arena, Poreč | France   | 1 – 5    | Portugal |
| 4 septembre 2023 | Žatika Arena, Poreč | Espagne  | 3 – 3    | Croatie  |
| 6 septembre 2023 | Žatika Arena, Poreč | Espagne  | 5 – 2    | France   |
| 6 septembre 2023 | Žatika Arena, Poreč | Croatie  | 3 – 4    | Portugal |

### Groupe B
| Rang | Équipe   | Pts | J | G | N | P | Bp | Bc | Diff |
| ---- | -------- | --- | - | - | - | - | -- | -- | ---- |
| 1    | Ukraine  | 6   | 3 | 2 | 0 | 1 | 12 | 8  | +4   |
| 2    | Slovénie | 6   | 3 | 2 | 0 | 1 | 10 | 8  | +2   |
| 3    | Italie   | 6   | 3 | 2 | 0 | 1 | 9  | 5  | +4   |
| 4    | Finlande | 0   | 3 | 0 | 0 | 3 | 6  | 16 | -10  |

| Date             | Lieu                | Équipe 1 | Résultat | Équipe 2 |
| ---------------- | ------------------- | -------- | -------- | -------- |
| 3 septembre 2023 | Žatika Arena, Poreč | Finlande | 2 – 4    | Slovénie |
| 3 septembre 2023 | Žatika Arena, Poreč | Ukraine  | 1 – 2    | Italie   |
| 4 septembre 2023 | Žatika Arena, Poreč | Slovénie | 2 – 4    | Ukraine  |
| 4 septembre 2023 | Žatika Arena, Poreč | Italie   | 5 – 0    | Finlande |
| 6 septembre 2023 | Žatika Arena, Poreč | Ukraine  | 7 – 4    | Finlande |
| 6 septembre 2023 | Žatika Arena, Poreč | Slovénie | 4 – 2    | Italie   |

## Phase à élimination directe
|  | Demi-finales     | Demi-finales     | Demi-finales     | Demi-finales     |          |          | Finale            | Finale            | Finale            | Finale            |
|  |                  |                  |                  |                  |          |          |                   |                   |                   |                   |
|  | 8 septembre 2023 | 8 septembre 2023 | 8 septembre 2023 | 8 septembre 2023 |          |          | 10 septembre 2023 | 10 septembre 2023 | 10 septembre 2023 | 10 septembre 2023 |
|  | Portugal         | Portugal         | 3                | 3                |          |          | 10 septembre 2023 | 10 septembre 2023 | 10 septembre 2023 | 10 septembre 2023 |
|  | Portugal         | Portugal         | 3                | 3                |          |          | 10 septembre 2023 | 10 septembre 2023 | 10 septembre 2023 | 10 septembre 2023 |
|  | Slovénie         | Slovénie         | 2                | 2                |          |          | 10 septembre 2023 | 10 septembre 2023 | 10 septembre 2023 | 10 septembre 2023 |
|  | Slovénie         | Slovénie         | 2                | 2                | Portugal | Portugal | 6                 | 6                 |                   |                   |
|  | 8 septembre 2023 |                  |                  |                  | Portugal | Portugal | 6                 | 6                 |                   |                   |
|  |                  |                  | Espagne          | Espagne          | 2        | 2        |                   |                   |                   |                   |
|  | Ukraine          | Ukraine          | Espagne          | Espagne          | 2        | 2        | 2                 | 2                 |                   |                   |
|  | Ukraine          | Ukraine          |                  |                  |          |          |                   | 2                 |                   |                   |
|  | Espagne          | Espagne          | 3                | 3                |          |          |                   |                   |                   |                   |
|  | Espagne          | Espagne          | 3                | 3                |          |          |                   |                   |                   |                   |

### Demi-finales
| 8 septembre 2023 | Portugal                                     | 3 – 2   | Slovénie              | Žatika Arena, Poreč |  |
| 17h30            | Colaço 9e · Žlindra 21e (csc) · Lúcio Jr 38e | (1 - 1) | 10e Skrinja · 27e Čop |                     |  |
| 17h30            | Rapport                                      |         |                       |                     |  |

| 8 septembre 2023 | Ukraine                         | 2 – 3   | Espagne                           | Žatika Arena, Poreč |  |
| 20h30            | Rybitskyi 16e · Snitsarenko 23e | (0 - 2) | 1re Tapias · 2e Roger · 24e Ramos |                     |  |
| 20h30            | Rapport                         |         |                                   |                     |  |

### Finale
| 10 septembre 2023 | Portugal                                                                       | 6 – 2   | Espagne      | Žatika Arena, Poreč |  |
| 20h30             | Lúcio Jr 9e 36e · Andriy 9e · Salas 26e (csc) · Colaço 35e (pen.) · Santos 38e | (2 - 2) | 04e 05eSalas |                     |  |
| 20h30             | Rapport                                                                        |         |              |                     |  |